# 17428 Charleroi
A 17428 Charleroi (ideiglenes jelöléssel 1989 DL) egy kisbolygó a Naprendszerben. Henri Debehogne fedezte fel 1989. február 28-án.